# Liste der Biografien/Poi
Liste der Biografien |
Portal Biografien |
Personensuche
# |
A |
B |
C |
D |
E |
F |
G |
H |
I |
J |
K |
L |
M |
N |
O |
P |
Q |
R |
S |
T |
U |
V |
W |
X |
Y |
Z |
?
 
Pa |
Pc |
Pe |
Pf |
Ph |
Pi |
Pj |
Pk |
Pl |
Pm |
Pn |
Po |
Pr |
Ps |
Pt |
Pu |
Pv |
Pw |
Py
 
Poa |
Pob |
Poc |
Pod |
Poe |
Pof |
Pog |
Poh |
Poi |
Poj |
Pok |
Pol |
Pom |
Pon |
Poo |
Pop |
Por |
Pos |
Pot |
Pou |
Pov |
Pow |
Pox |
Poy |
Poz
Die Liste der Biografien führt alle Personen auf, die in der deutschsprachigen Wikipedia einen Artikel haben. Dieses ist eine Teilliste mit 166 Einträgen von Personen, deren Namen mit den Buchstaben „Poi“ beginnt.

## Poi

### Poia
- Poiares Maduro, Miguel (* 1967), portugiesischer Jurist und Politiker
- Poiarkov, Rosemarie (* 1974), österreichische Schriftstellerin

### Poid
- Poidatz, Clémentine (* 1981), französische Schauspielerin
- Poidevin, Raymond (1928–2000), französischer Historiker

### Poie
- Poier, Alf (* 1967), österreichischer Liedermacher und KabarettistAlf Poier (* 1967)

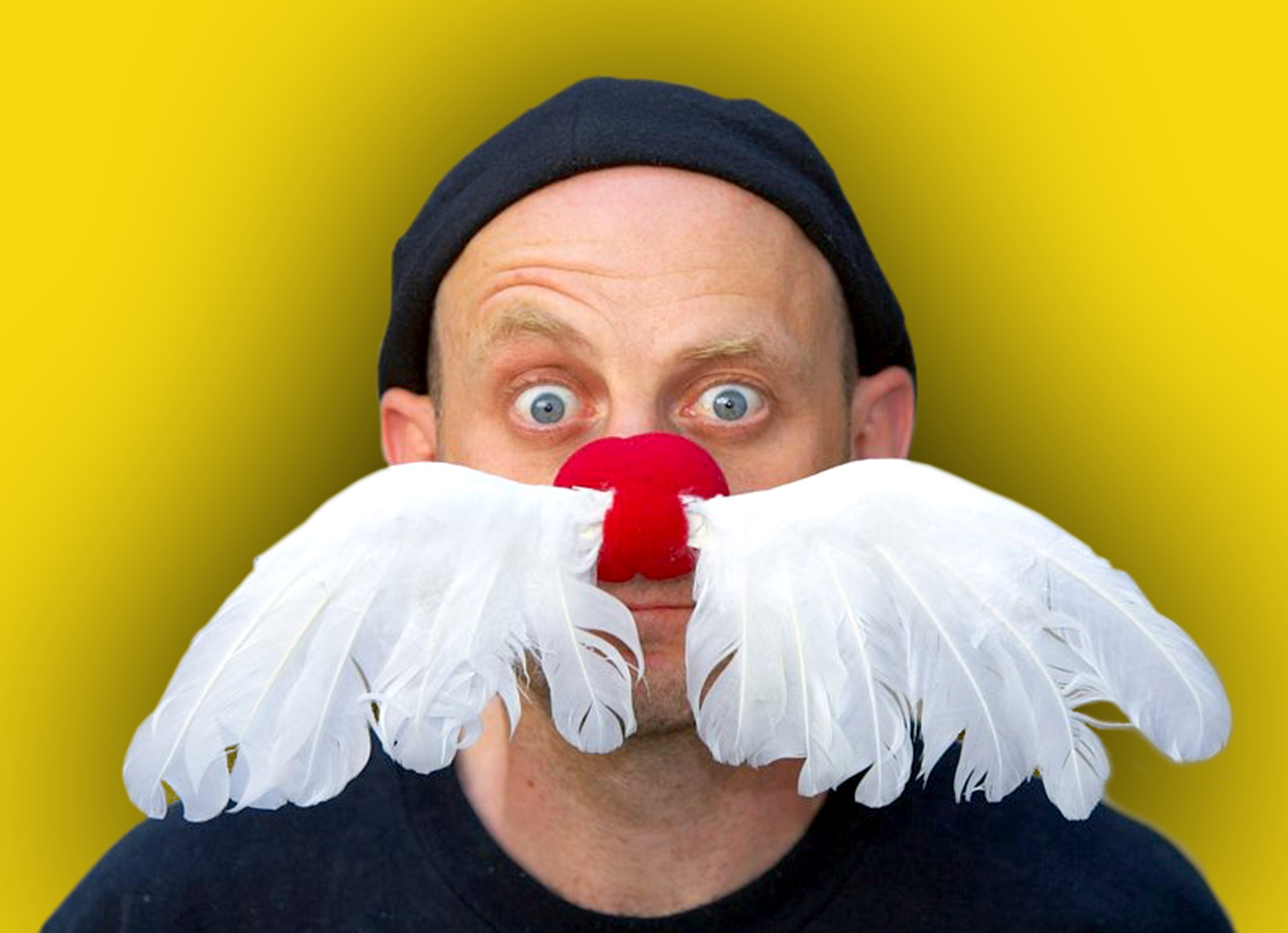
Alf Poier (* 1967)

- Poier, Klaus (* 1969), österreichischer Politikwissenschaftler und Verfassungsjurist
- Poieß, Bernd (1900–1988), deutscher Rezitator, Sprech- und Spracherzieher

### Poig
- Poigenfürst, Johannes (1929–2024), österreichischer Unfallchirurg
- Poiger, Andreas (* 1968), österreichischer Fußballspieler
- Poiger, Peter, österreichischer Basketballspieler und -schiedsrichter
- Poiger, Richard (* 1987), österreichischer Basketballspieler
- Poigk, Hans Christoph von (1696–1779), kursächsischer Amtshauptmann und Rittergutsbesitzer
- Poignant, Bernard (* 1945), französischer Politiker (Parti socialiste), MdEP

### Poik
- Poika, Jukka (* 1980), finnischer Reggaesänger
- Poike, Axel (* 1961), deutscher Schauspieler, Regisseur und Autor
- Poikolainen, Tomi (* 1961), finnischer Bogenschütze und Olympiasieger

### Poil
- Poilane, Eugène (1888–1964), französischer Botaniker
- Poile, Bud (1924–2005), kanadischer Eishockeyfunktionär, -spieler und -trainer
- Poile, David (* 1949), kanadischer Eishockeyspieler und -funktionär
- Poilecot, Pierre Paul (1950–2012), französischer Ökologe und Botaniker
- Poilievre, Pierre (* 1979), kanadischer Politiker
- Poilly, François de, der Ältere († 1693), französischer Kupferstecher, Stichhändler und Verleger
- Poilvé, Émile (1903–1962), französischer Ringer
- Poilvet, Benoît (* 1976), französischer Radrennfahrer

### Poim
- Poimen, christlicher Mönch

### Poin
- Poinar, George O. (* 1936), US-amerikanischer Entomologe
- Poinar, Hendrik (* 1969), US-amerikanischer Evolutionsbiologe
- Poincaré, Henri (1854–1912), französischer Mathematiker und Theoretischer PhysikerHenri Poincaré (1854–1912)

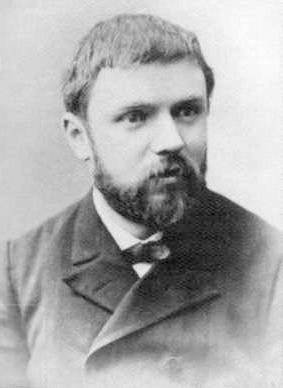
Henri Poincaré (1854–1912)

- Poincaré, Lucien (1862–1920), französischer Physiker
- Poincaré, Raymond (1860–1934), französischer Staatsmann und Politiker
- Poincheval, Abraham (* 1972), französischer Performancekünstler
- Poincy, Paul (1833–1909), US-amerikanischer Maler und Kunstlehrer
- Poindexter, Alan Goodwin (1961–2012), US-amerikanischer Astronaut
- Poindexter, George (1779–1853), US-amerikanischer Politiker
- Poindexter, John (* 1936), US-amerikanischer Admiral und PolitikerJohn Poindexter (* 1936)

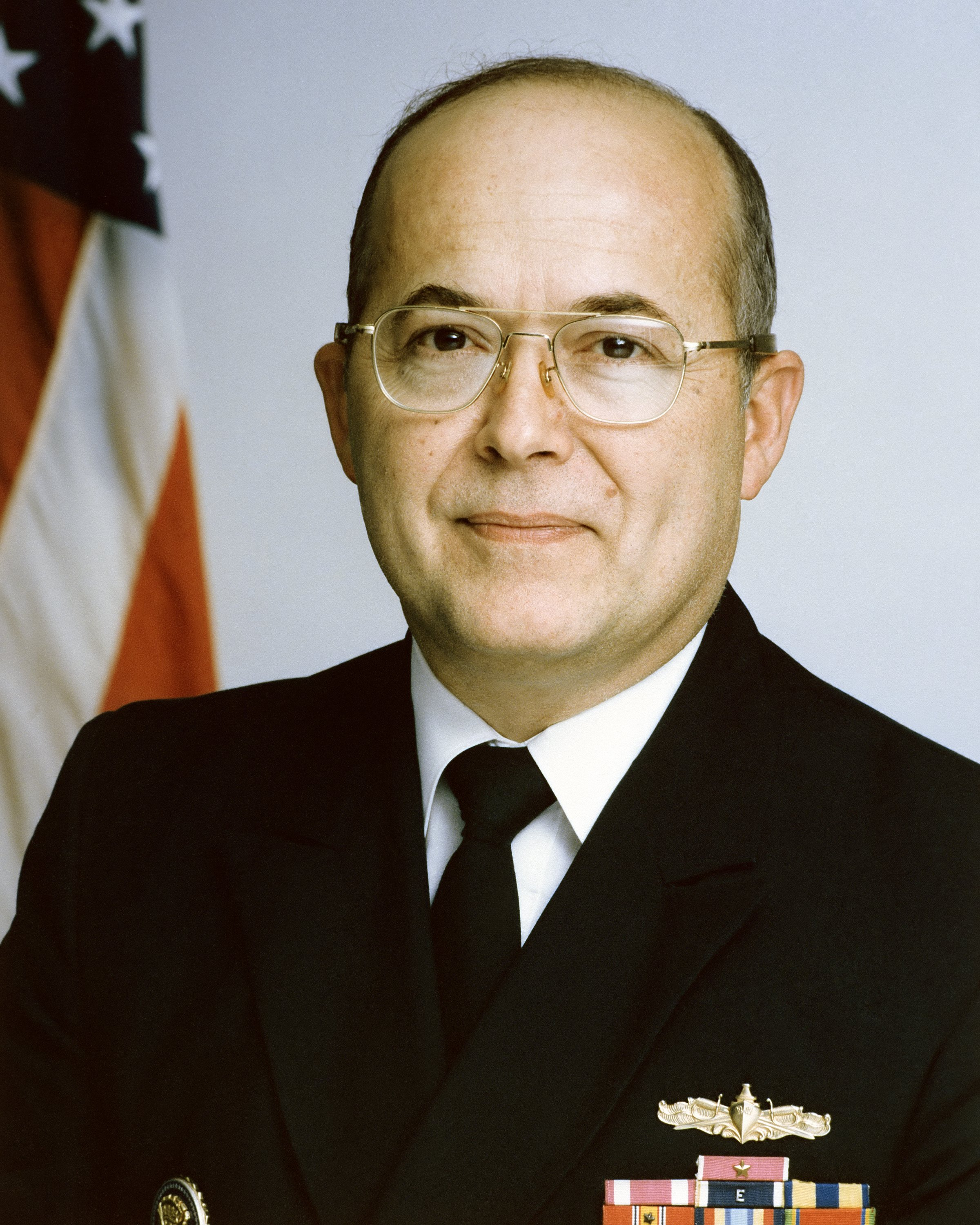
John Poindexter (* 1936)

- Poindexter, Joseph Boyd (1869–1951), US-amerikanischer Politiker und Jurist
- Poindexter, Larry (* 1959), US-amerikanischer Schauspieler und Sänger
- Poindexter, Miles (1868–1946), US-amerikanischer Politiker, Jurist und Diplomat
- Poindexter, Pony (1926–1988), amerikanischer Jazzsaxophonist und -klarinettist
- Poindl, Bernd (* 1941), deutscher Eishockeyspieler
- Poindl, Charleen (* 2009), deutsche Eishockeyspielerin
- Poinsett, Joel Roberts (1779–1851), amerikanischer Politiker, Arzt und Botaniker
- Poinsignon, Adolf (1836–1900), deutscher Offizier, Historiker und Archivar
- Poinsinet de Sivry, Louis (1733–1804), französischer Sprach- und Literaturwissenschaftler, Altphilologe und Dramatiker
- Poinso-Chapuis, Germaine (1901–1981), französische Politikerin, Mitglied der Nationalversammlung und Anwältin
- Poinsot de Chansac, Pierre (1764–1833), französischer General der Kavallerie
- Poinsot, Louis (1777–1859), französischer Mathematiker, Mitglied der Akademie der Wissenschaften
- Poinssot, Claude (1928–2002), französischer Archäologe
- Point du Sable, Jean Baptiste († 1818), nordamerikanischer Händler
- Point, Brayden (* 1996), kanadischer Eishockeyspieler
- Point, Christophe (* 1965), französischer Fußballspieler und -trainer
- Point, Fernand (1897–1955), französischer Koch; wird als Vater der Nouvelle Cuisine angesehen
- Point, François Hilarion (1759–1798), französischer Général de brigade der Infanterie
- Point, Steven (* 1951), kanadischer Politiker, Vizegouverneur von British Columbia
- Pointecker, Anton (1938–2008), österreichischer Schauspieler
- Pointelin, Auguste (1839–1933), französischer Landschaftsmaler
- Pointer, Anita (1948–2022), US-amerikanische SängerinAnita Pointer (1948–2022)

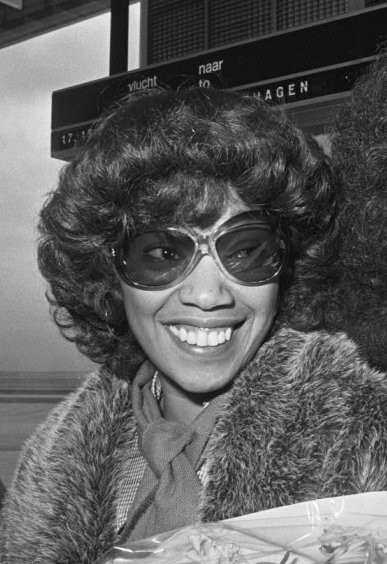
Anita Pointer (1948–2022)

- Pointer, Bonnie (1950–2020), US-amerikanische Sängerin
- Pointer, June (1953–2006), US-amerikanische Sängerin, Mitglied der Gruppe The Pointer Sisters
- Pointer, Mick (* 1956), britischer Schlagzeuger
- Pointer, Priscilla (1924–2025), US-amerikanische Schauspielerin
- Pointer, Ray (1936–2016), englischer Fußballspieler
- Pointer, Ruth (* 1946), US-amerikanische SängerinRuth Pointer (* 1946)

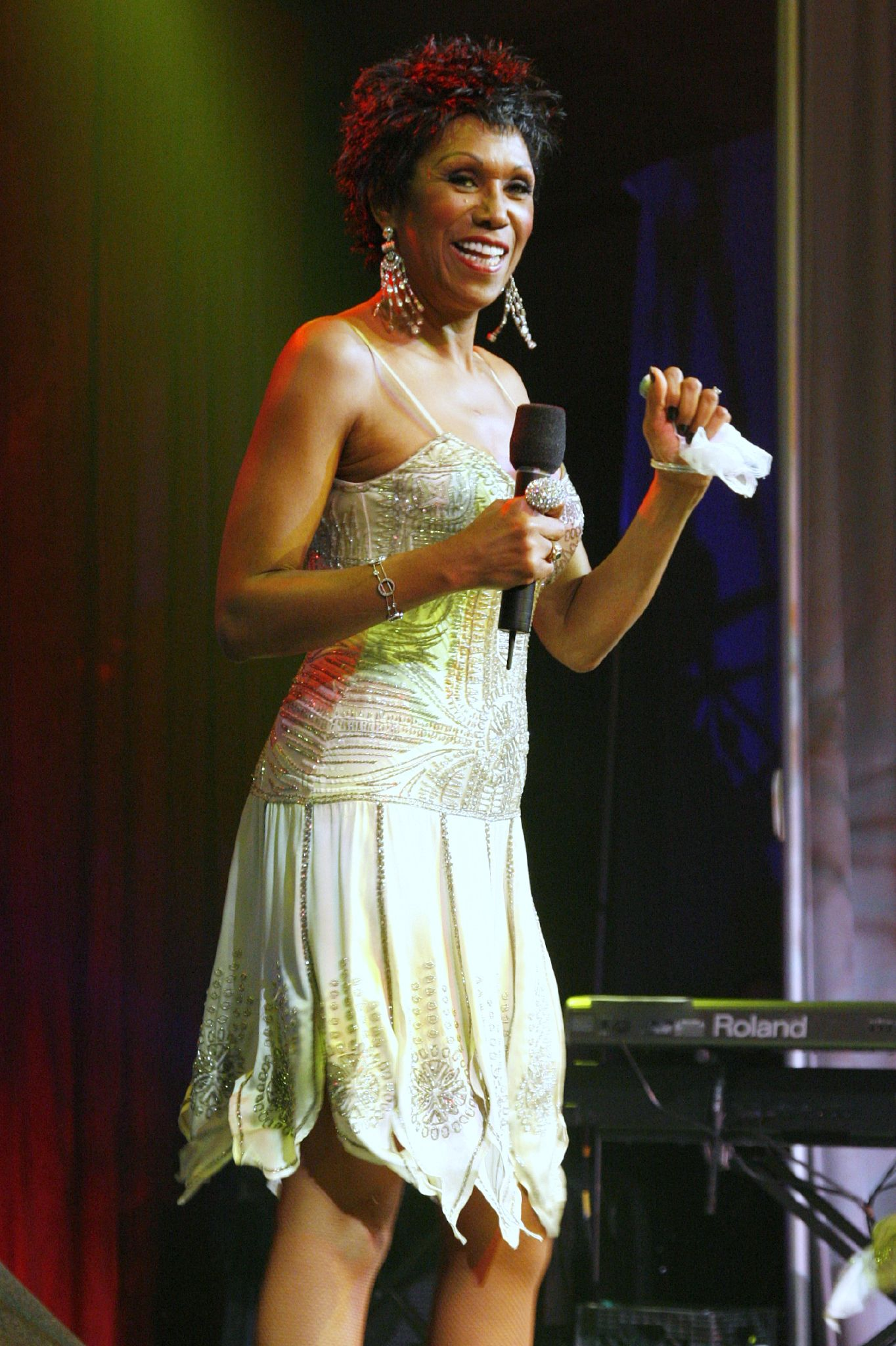
Ruth Pointer (* 1946)

- Pointet, François (* 1969), Schweizer Politiker (GLP)
- Pointet, Léonie (* 2001), Schweizer Sprinterin
- Pointis, Jean-Bernard de (1645–1707), französischer Marineoffizier
- Pointner, Alexander (* 1971), österreichischer Skispringer und Skisprungtrainer
- Pointner, Anton (1884–1949), österreichischer Schauspieler
- Pointner, Benno (1722–1807), österreichischer Ordensgeistlicher, Benediktiner, Abt des Schottenstiftes in Wien
- Pointner, Birgit (* 1973), österreichische Journalistin und Autorin
- Pointner, Erich (* 1950), österreichischer Judoka
- Pointner, Horst (1939–2014), deutscher akademischer Direktor an der Katholischen Universität Eichstätt-Ingolstadt
- Pointner, Josef (1920–2018), österreichischer Autor
- Pointner, Manfred (1943–2023), deutscher Politiker (Freie Wähler), MdL
- Pointner, Marcel (* 1998), österreichischer Fußballspieler
- Pointner, Martina (* 1973), österreichische Politikerin (NEOS), Abgeordnete zum Vorarlberger Landtag
- Pointner, Theo (* 1964), deutscher Kriminalromanautor
- Pointon, Marcia (* 1943), britische Kunsthistorikerin und emeritierte Professorin
- Pointon, Mike (1941–2021), britischer Posaunist und Sänger des New Orleans Jazz und Autor
- Pointon, Neil (* 1964), englischer Fußballspieler

### Poir
- Poiraud, Didier (* 1966), französischer Regisseur, Drehbuchautor und Schauspieler
- Poiraud, Thierry (* 1970), französischer Regisseur und Drehbuchautor
- Poiré, Alain (1917–2000), französischer Filmproduzent
- Poiré, Camille (1902–1946), französischer Autorennfahrer
- Poiré, Jean-Marie (* 1945), französischer Drehbuchautor, Filmregisseur und Filmproduzent
- Poirée, Gaël (* 1978), französischer Biathlet
- Poirée, Raphaël (* 1974), französischer Biathlet
- Poiret, Jean (1926–1992), französischer Schauspieler, Regisseur und Autor
- Poiret, Jean Louis Marie (1755–1834), französischer Botaniker und Entdecker
- Poiret, Paul (1879–1944), französischer ModeschöpferPaul Poiret (1879–1944)

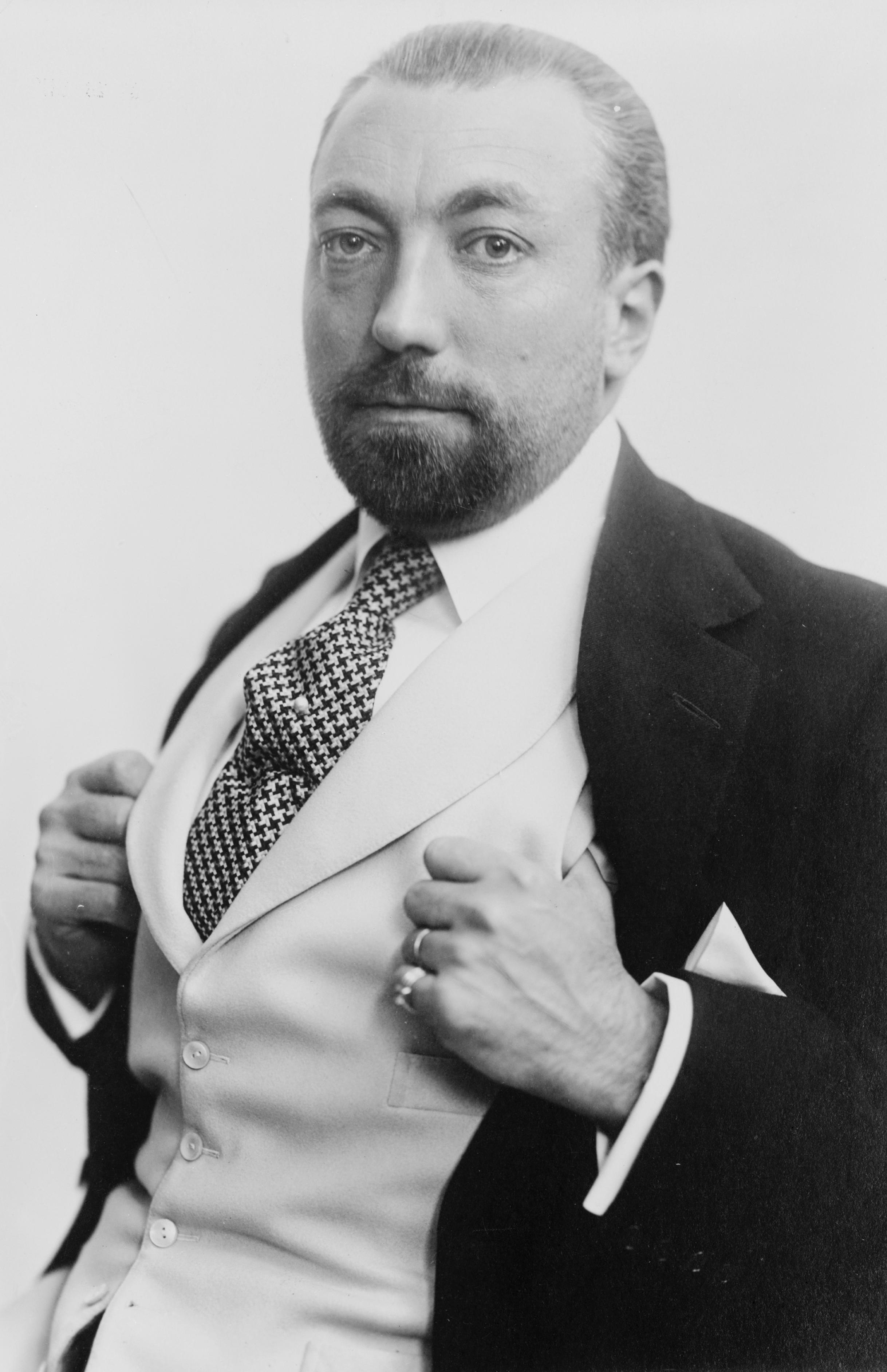
Paul Poiret (1879–1944)

- Poiret, Pierre (1646–1719), französischer Mystiker und Philosoph
- Poirier, Agnès (* 1975), französische Journalistin
- Poirier, Anne (* 1942), französische Installationskünstlerin
- Poirier, Darel (* 1997), französischer Basketballspieler
- Poirier, Dustin (* 1989), US-amerikanischer Mixed-Martial-Arts-KämpferDustin Poirier (* 1989)

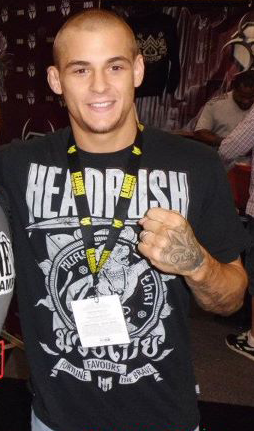
Dustin Poirier (* 1989)

- Poirier, Émile (* 1994), kanadischer Eishockeyspieler
- Poirier, Jean-Paul (* 1935), französischer Physiker und Geowissenschaftler
- Poirier, Josée, kanadische Flötistin und Musikpädagogin
- Poirier, Kim (* 1980), kanadische Schauspielerin, Sängerin und Fernsehmoderatorin
- Poirier, Léon (1884–1968), französischer Filmregisseur und Drehbuchautor
- Poirier, Lucien (1918–2013), französischer General und Autor
- Poirier, Patrick (* 1942), französischer Installationskünstler
- Poirier, Paul (* 1991), kanadischer Eiskunstläufer
- Poirier, René-Marie-Charles (1802–1878), französischer Geistlicher, römisch-katholischer Bischof von Roseau
- Poirier, Robert (1894–1949), französischer Flieger, Résistancekämpfer und Autorennfahrer
- Poirier, Robert (* 1942), französischer Leichtathlet
- Poirier, Serge (1932–2023), französischer Fußballspieler
- Poirier, Ulises (1897–1977), chilenischer Fußballspieler
- Poirier, Vincent (* 1993), französischer Basketballspieler
- Poirion, Daniel (1927–1996), französischer Romanist und Mediävist
- Poirot, Catherine (* 1963), französische Schwimmerin
- Poirot, Christian (1930–1979), französischer Automobilrennfahrer
- Poirot, Gilbert (1944–2012), französischer Skispringer
- Poirot, Jean-Marie (1945–2015), französischer Skispringer
- Poirot, Philippe (* 1958), französischer Skilangläufer
- Poirot-Delpech, Bertrand (1929–2006), französischer Schriftsteller und Journalist
- Poirrier, Bastien (* 1988), französischer Skilangläufer
- Poirrier, Gustavo (1964–2003), chilenischer Fußballspieler
- Poirson, Brune (* 1982), französische Politikerin

### Pois
- Poise, Ferdinand (1828–1892), französischer Komponist
- Poisel, Philipp (* 1983), deutscher LiedermacherPhilipp Poisel (* 1983)

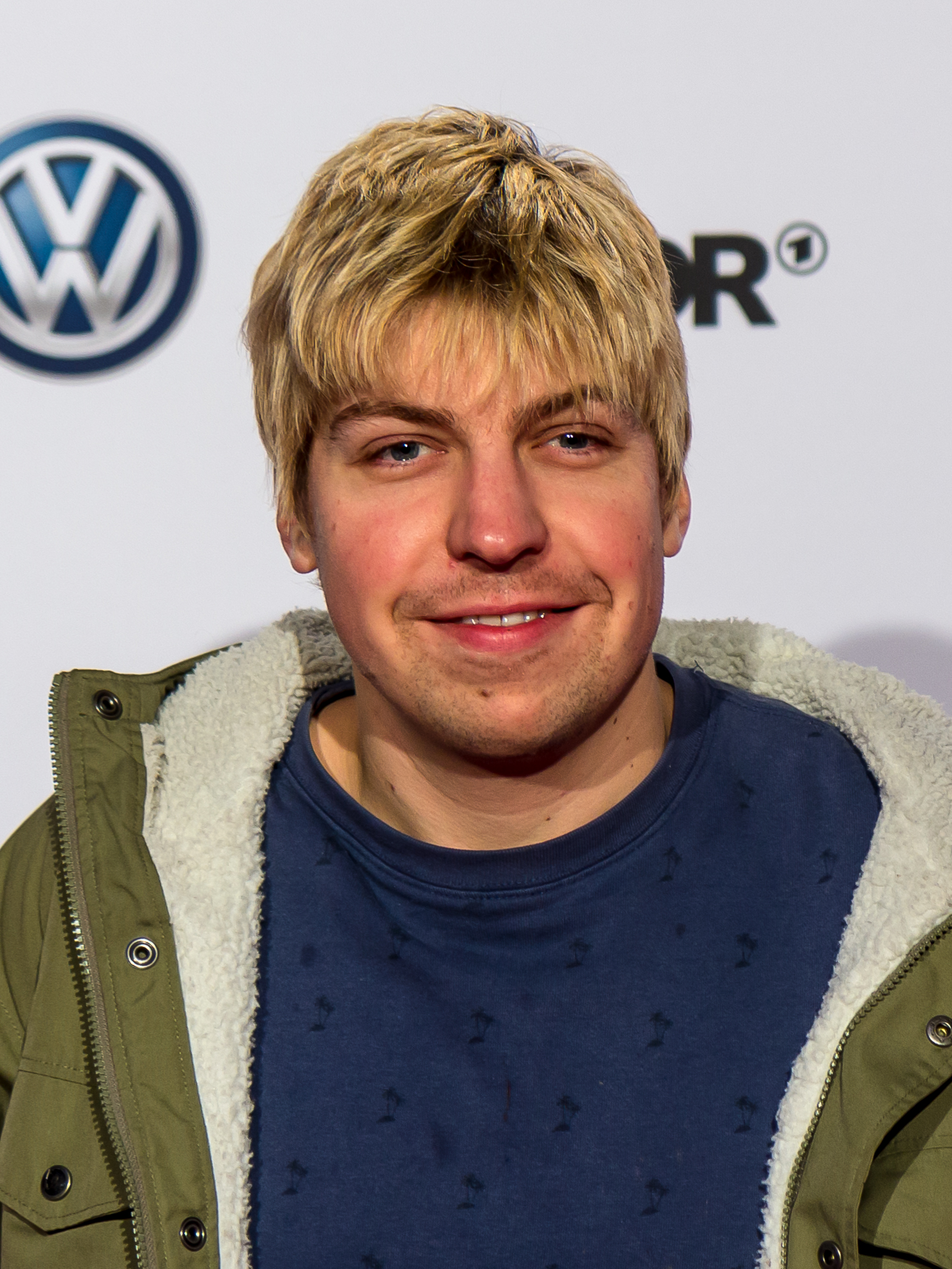
Philipp Poisel (* 1983)

- Poiseuille, Jean Léonard Marie (1797–1869), französischer Physiologe und Physiker
- Poisle Desgranges, Jean-Claude-Léonard (1789–1876), französischer Lexikograf der Umgangssprache
- Poison Ivy (* 1953), US-amerikanische Rock-Musikerin
- Poison Rouge, italienische Filmschauspielerin und Filmregisseurin
- Poissant, Didier (1923–2021), französischer Regattasegler
- Poissenot, Bénigne (* 1558), französischer Schriftsteller
- Poißl, Johann Nepomuk von (1783–1865), deutscher Komponist und Intendant
- Poisson de Vandières, Abel François (1727–1781), französischer Verwaltungsbeamter
- Poisson, Alix (* 1979), französische Schauspielerin
- Poisson, André (1923–2005), französischer Mönch, Prior der Grande Chartreuse und Generalminister des Kartäuserordens
- Poisson, David (1982–2017), französischer Skirennläufer
- Poisson, Georges (1924–2022), französischer Architektur- und Kunsthistoriker
- Poisson, Henri Louis (1877–1963), französischer Botaniker und Ornithologe
- Poisson, Pascal (* 1958), französischer Radrennfahrer
- Poisson, Philippe (1682–1743), französischer Schauspieler und Dramatiker
- Poisson, Raymond († 1690), französischer Schauspieler und Dramatiker
- Poisson, Raymond (* 1958), kanadischer Geistlicher und römisch-katholischer Bischof von Saint-Jérôme-Mont-Laurier
- Poisson, Siméon Denis (1781–1840), französischer Physiker und Mathematiker
- Poisson, Toussaint (1797–1861), französischer Komponist und Musikpädagoge
- Poissonnier, Pierre-Isaac (1720–1798), französischer Mediziner

### Poit
- Poiteau, Pierre Antoine (1766–1854), französischer Botaniker, Gärtner und Zeichner
- Poitevin, Auguste (1819–1873), französischer Bildhauer
- Poitevin, Guillaume (1646–1706), französischer Serpentbläser, Kapellmeister und Komponist
- Poitevin, Guy (1927–2008), französischer Fußballspieler und -trainer
- Poitevin, Louis-Alphonse (1819–1882), französischer Fotopionier
- Poitier, Sidney (1927–2022), bahamaisch-US-amerikanischer Schauspieler und FilmregisseurSidney Poitier (1927–2022)

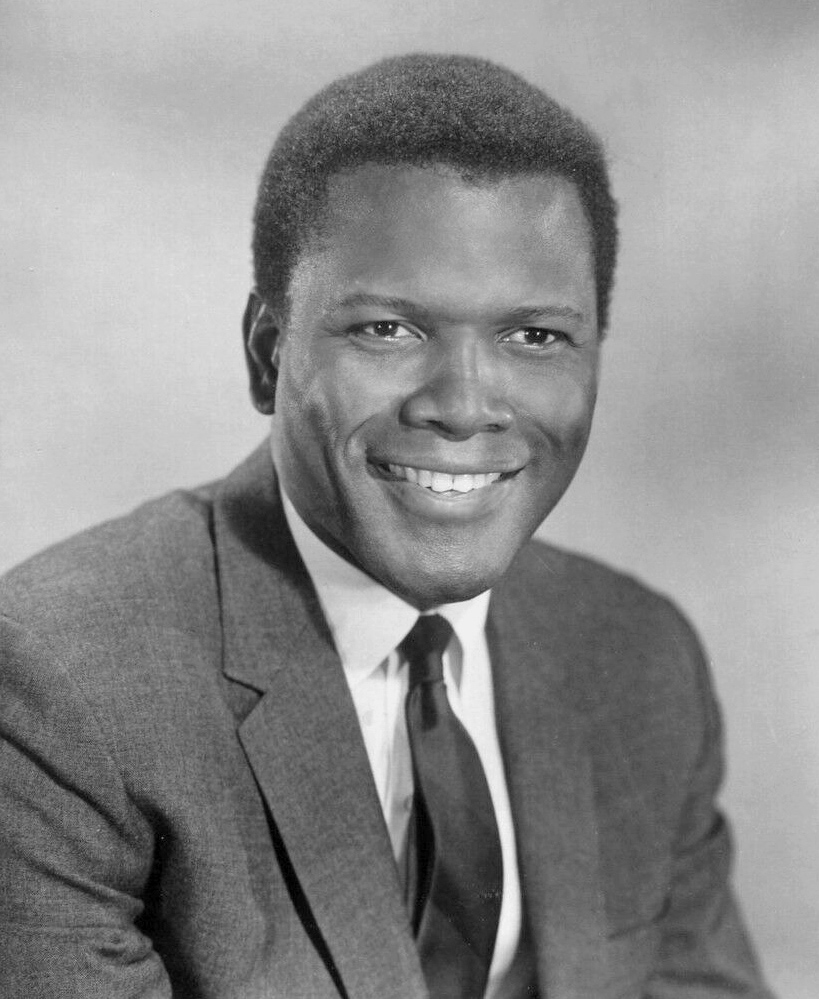
Sidney Poitier (1927–2022)

- Poitier, Sydney Tamiia (* 1973), US-amerikanische Schauspielerin
- Poitiers, André (* 1959), deutscher Architekt und Stadtplaner
- Poitiers, Diana von († 1566), Mätresse Heinrichs II.
- Poitiers, Guillaume de († 1503), französischer Adliger und Militär
- Poitiers, Jean de (1475–1539), französischer Adliger, Großseneschall der Provence
- Poitiers, Jean Gérard de († 1452), Erzbischof von Vienne
- Poitou, Georges (1926–1989), französischer Mathematiker
- Poitras, Henri (1896–1971), kanadischer Schauspieler und Dramatiker
- Poitras, Jane Ash (* 1951), kanadische Künstlerin
- Poitras, Laura (* 1964), US-amerikanische Dokumentarfilmregisseurin und -produzentinLaura Poitras (* 1964)

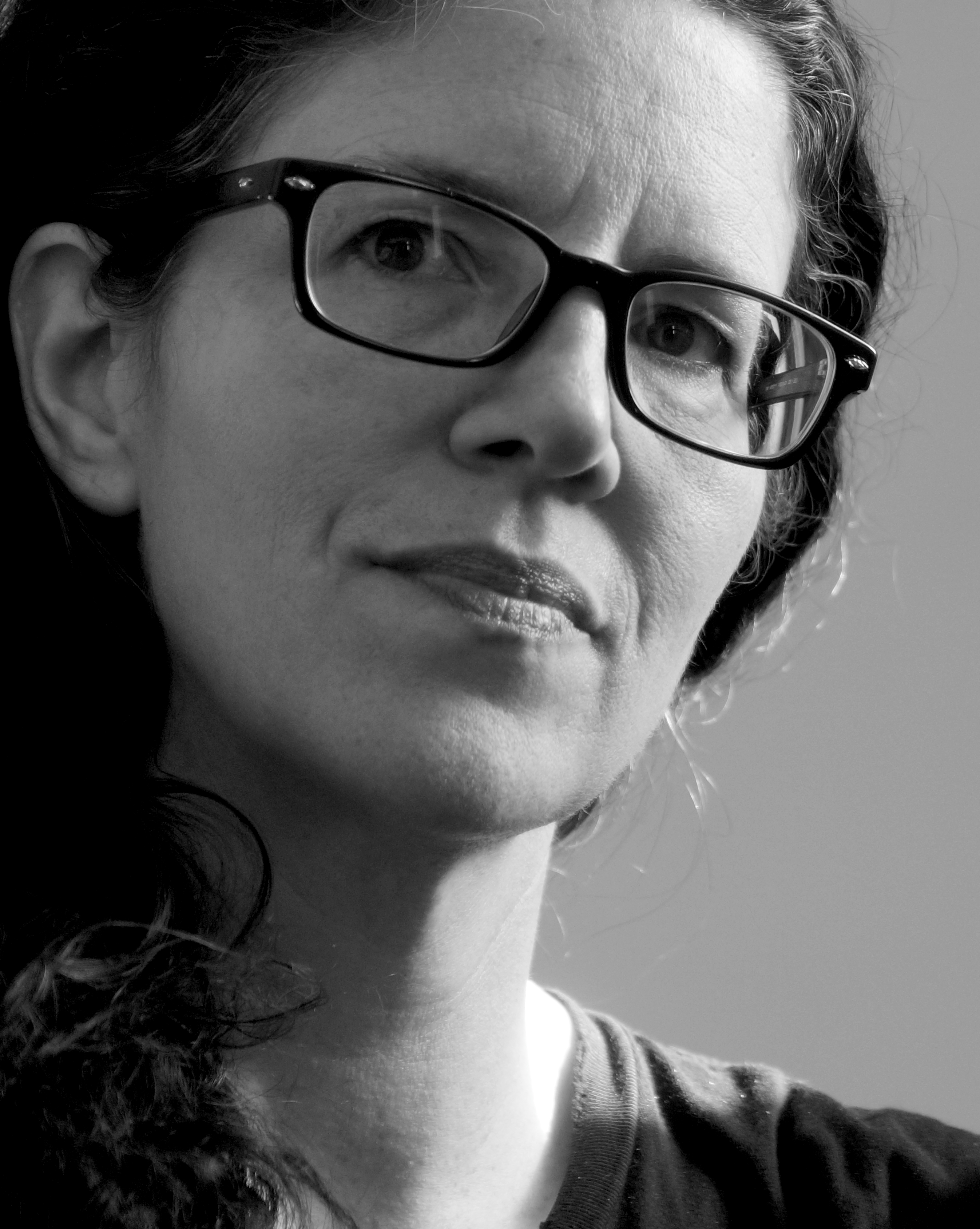
Laura Poitras (* 1964)

- Poitras, Serge (* 1949), kanadischer Geistlicher und römisch-katholischer Bischof von Timmins
- Poitrenaud, Jacques (1922–2005), französischer Filmregisseur, Schauspieler und Kurator
- Poitsch, Fritz (1926–1999), deutscher Eishockeyspieler und -trainer
- Poitschke, Enrico (* 1969), deutscher Radrennfahrer und Sportlicher Leiter

### Poiv
- Poïvet, Raymond (1910–1999), französischer Comiczeichner
- Poivre d’Arvor, Patrick (* 1947), französischer Journalist und Schriftsteller
- Poivre, Pierre (1719–1786), französischer Gartenbaufachmann

### Poix
- Poix, Gabriel (1888–1946), französischer Ruderer

### Poiz
- Poizat, François-Xavier (* 1989), französisch-schweizerischer Pianist